# Château de Regnéville
Le château de Regnéville est un ancien château fort fondé au XIIe siècle, remanié aux XIVe et XVe siècles et ruiné en 1637, dont les vestiges se dressent sur la commune française de Regnéville-sur-Mer dans le département de la Manche en région Normandie. La forteresse joua un rôle important lors de la guerre de Cent Ans. Aujourd'hui propriété du conseil général de la Manche, des campagnes de fouilles et des travaux de restauration lui redonnent progressivement vie. Les vestiges du château sont protégés au titre des monuments historiques.

## Localisation
Les ruines du château de Regnéville sont situées, près de l'église, au bord du havre de la Sienne, sur la commune de Regnéville-sur-Mer, dans le département français de la Manche. La forteresse protégeait sur la côte ouest l'important port d'échouage que constituait le havre de Regnéville-sur-Mer, l'un des plus actifs du Cotentin pendant tout le Moyen Âge et jusqu'au XVIIe siècle, permettant aux marchands de se rendre aux grandes foires de la région, Agon, Gavray, Coutances, Montmartin, de surveiller la mer, et de protéger l'accès à la Sienne et à l'arrière pays.

## Historique
Le site fut probablement occupé dès le IXe siècle lors des invasions normandes. Le château probablement construit par Henri Ier Beauclerc est attesté dès 1141 dans un texte énumérant les biens immobiliers des successeurs du duc de Normandie Guillaume. Son donjon date effectivement du XIIe siècle. Les ducs de Normandie et roi d'Angleterre tinrent à conserver le château et le port dans le domaine royal, car ceux-ci leur permettaient de contrôler toute la Basse-Normandie,. Jean sans Terre notamment occupa le site car la présence du château fort permettait de protéger les marchands anglais qui y débarquaient. Celui-ci créera à proximité la foire d'Agon pour les y accueillir. En 1204, lors du rattachement de la Normandie à la France, Philippe Auguste, au vu de l’intérêt évident de la place, la conserve dans le domaine royal. En 1327, Jeanne de France, dernière descendante des rois capétiens, à son mariage avec le comte d'Évreux, reçut en dot plusieurs châteaux normands dont celui de Regnéville.

### Le château deCharlesIIde Navarre
En 1349, Charles le Mauvais, roi de Navarre, hérite des possessions normandes de son père, le comte d'Évreux, Philippe III de Navarre devenant un grand feudataire en Normandie. Il est probable que le château de Regnéville ait été reconstruit à cette époque avec des matériaux provenant du château de Montchaton détruit en 1360. En 1364, Charles V monte sur le trône de France. Les bandes de Charles le Mauvais, alliées aux Anglais, tiennent la Normandie en s’appuyant sur d’innombrables châteaux. Celui de Regnéville connaît alors d’importants travaux de renforcement de ses fortifications.
Après la tentative d’empoisonnement du roi de France par un familier du roi de Navarre en mars 1378, Charles V envoie le duc de Bourgogne et le connétable Du Guesclin se saisir des places fortes de Charles le Mauvais en Normandie. Ainsi, au début du mois de mai 1378, la forteresse de Regnéville est prise par les troupes du roi de France. Après la mort de Charles V en 1380, son fils Charles VI rend ses terres à Charles de Navarre.
En 1404, Charles III, fils du Mauvais, cède la Normandie au roi de France. Regnéville sort du patrimoine navarrais pour réintégrer le domaine royal.

### L’occupation anglaise
En mars 1418, le duc de Gloucester s’empare du château pour le compte du roi d’Angleterre Henri V. Une cinquantaine d’hommes constitue la garnison de Regnéville à cette époque. L’occupation anglaise est très impopulaire et une résistance assez inorganisée se manifeste par des propos hostiles ou des agressions contre les soldats anglais.
En 1425, une grande opération est montée par les Anglais contre l’abbaye fortifiée du Mont-Saint-Michel et une partie de la flottille est rassemblée dans le port de Regnéville.
En 1435, le capitaine du château est Hue Spencer. Bailli de Cotentin pour le roi d'Angleterre, véritable préfet cumulant de hautes fonctions administratives et commandement militaire, qui jusqu’en 1448 fera de Regnéville sa résidence.
Le 19 septembre 1449, après un siège de six jours, la forteresse est reprise aux Anglais par le connétable de Richemont avec l’armée du duc de Bretagne et l’aide d’une centaine de bourgeois de Coutances et des paysans de Regnéville. L’assaut laisse la forteresse éventrée du côté de la mer. L’année suivante, en 1450, les Anglais à la suite de la bataille de Formigny, entre Isigny et Bayeux, sont chassés de Normandie. Le château est alors restauré. Trois ans plus tard prend fin la guerre de Cent Ans.

### La défense du château au Moyen Âge
Les garnisons qui défendaient le château de Regnéville sont toujours restées modestes : en moyenne 5 ou 6 hommes d’armes pour 15 archers ou arbalétriers, sous les ordres d’un capitaine. La faiblesse numérique de cette troupe suppose un certain agencement de la forteresse : concentration des défenses, chemins de ronde ininterrompus autour des courtines. En 1448-1149, la garnison du château ne compte que six hommes d'armes et quatorze archers anglais.
Des contrats d’engagements étaient passés entre le souverain et les capitaines. La solde de la garnison, composée de soldats professionnels, était assurée par le suzerain, roi de France, roi de Navarre ou roi d’Angleterre selon les époques.
Au début du XVe siècle, trois pièces d’artillerie sont fabriquées pour le château. Ces petits canons, appelés couleuvrines, projetaient des boulets de pierres de quatre livres.
Le château perd progressivement son rôle militaire dans la seconde partie du XVe siècle.

### Le démantèlement du château
La guerre de Cent Ans laisse le château en triste état. Un temps possession de Charles de Berry, frère cadet de Louis XI, le château est occupé en 1469 par des troupes bretonnes lors de la guerre de la Ligue du Bien public. En 1486, Charles VIII, ayant des besoins financiers, se sépare du château et de son domaine en faveur de son chambellan Jean du Mas. Le château sera gravement endommagé lors d'une puissante tempête, et il faudra attendre Roulland de Gourfaleur en 1582 pour que débutent des travaux de remise en état. Le site de la basse-cour est fortement transformé et les douves recreusées.
De 1594 à 1603 le château est la propriété du huguenot Daniel de La Touche, sieur de la Ravardière. En 1603, le fief de Regnéville est vendu à Isaac de Piennes, un protestant originaire de Flandres établi en Normandie depuis 1558, est déjà seigneur de Bricqueville. Celui-ci participe, depuis Regnéville, à une conspiration fomentée par le parti protestant, contre le roi Louis XIII de France, se proposant de soulever la Normandie pour faire diversion au siège de La Rochelle (1628). L'un de ses fils, Henri de Piennes, se distinguera lors de ce siège, dans les rangs de l'armée royale et catholique, ce qui vaudra la grâce de son père, mais pas du château qui est finalement démantelé en 1637, sur ordre de Richelieu, alors qu'il avait subi de gros dommages lors d'une tempête en 1630. Le donjon, rempli de poudre, éclate et se fend dans toute sa hauteur, tout au long de l’escalier à vis. Un imposant bloc de maçonnerie est projeté sur le mur du cimetière voisin.
Le château n’aura plus alors qu’une fonction résidentielle et d’exploitation agricole et sera profondément remanié aux XVIIe et XVIIIe siècles. Les seigneurs de Piennes habiteront le lieu jusqu'au XVIIIe siècle.
Au milieu du XIXe siècle, Victor Bunel installe une scierie mécanique de marbre dans l’ancienne basse-cour. En 1860, Sarah Félix, comédienne parisienne, s'installe au château et avec un associé se lance dans l'ostréiculture, « Les Huitrières de Regnéville », et commercialise sa production à Paris.
Le château de Regnéville est acquis par le conseil général de la Manche en 1989, dans le cadre du réseau départemental des sites et musées de la Manche, et bénéficie d'une inscription cette même année et d’un classement au titre des monuments historiques en 1991.

## Description
Le château médiéval de Regnéville, fondé au XIIe et remanié aux XIVe et XVe siècles,  se présentait sous la forme d'un quadrilatère dont il subsiste, en bordure de la route de la mer, des pans de courtines réemployées dans des maisons bâties contre l'enceinte. Il était alors composé d’une « haute-cour » à l’est, dont les fondations ont été partiellement dégagées lors des fouilles effectuées de 1991 à 1993. La tour maîtresse de plan quadrangulaire, dont il ne reste que deux des quatre flancs, était située au nord-est de cette haute-cour.
À l’ouest, face au havre, la « basse-cour » constituait à l’origine la résidence royale de Charles le Mauvais.

### La porte de la Mer
La porte de Mer, qui desservait l’accès à l’ancien port de Regnéville, a été construite au XIVe siècle par l’évêque d’Avranches, Robert Porte, chancelier du roi de Navarre et « gardien à vie » du château de Regnéville. Elle recouvre alors un premier aménagement portuaire constitué d’un chemin d’échouage.
La porte, qui a connu plusieurs modifications dans son histoire, était composée d’une suite de pont-levis et de ponts dormants. Un petit châtelet, formé d’un rez-de-chaussée de pierre, constituait une première porte fortifiée. Quelques éléments de la maçonnerie d’un piédroit de cette première porte subsistent. Le premier pont-levis qui permettait d’accéder à cette porte était peut-être double avec un passage pour les piétons et un autre pour les cavaliers et les charrois.

### Le donjon

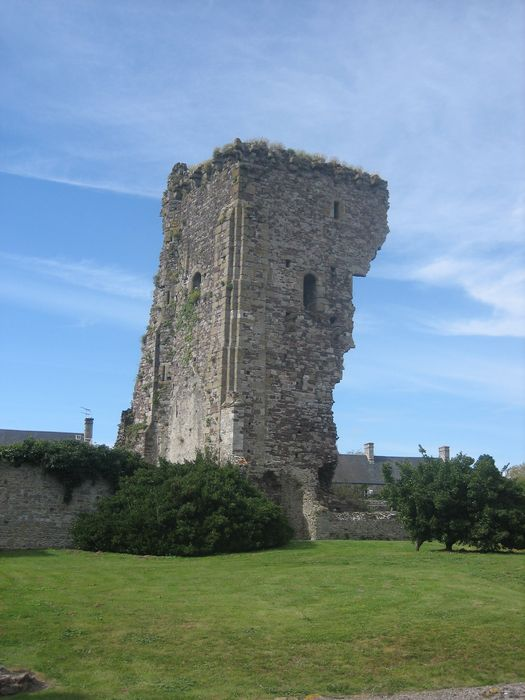
Le donjon du château, vu du côté mer.

Le donjon de Regnéville, avec sa silhouette caractéristique, est devenu au fil des ans le symbole de la cité et son imposante masse domine les vestiges du château. Il n'en subsiste qu'un angle.
Malgré une architecture archaïque pour l’époque, le donjon de plan quadrangulaire semble bien avoir été érigé au XIVe siècle. Il reprend le plan carré et les contreforts d'angle si caractéristiques des monuments ou des donjons romans de Caen, Falaise ou Norwich.
Implantée dans l’angle nord-est de la haute-cour du château, c’était une tour rectangulaire d’une trentaine de mètres de haut avec à son sommet des mâchicoulis, et dont l’épaisseur des murs dépassait les trois mètres. Quatre étages, dont trois voûtés, étaient desservis par un escalier à vis, refait au XVIe siècle, encore visible de nos jours. Au rez-de-chaussée, une cave servait à entreposer les réserves.
Au XVIe siècle, Roulland de Gourfaleur fait percer des baies dans les flancs ouest et sud du donjon. Ces ouvertures débouchaient sur un balcon supporté par une paire de grands corbeaux doubles en granit.

### La basse-cour
Les destructions dues au siège de 1449 et un incendie au XVe siècle avaient ruiné la cour de l’enceinte basse du château. Cette basse-cour, qui traditionnellement se composait des écuries et des dépendances, abritait à l’origine la résidence du roi de Navarre, et mentionné dans des devis datés de 1450, des résidences particulières les « ostels Jehan Louvet et THiphaigne. ». La Cour à Tot et la maison dite de la Chapelle sont des éléments de l'hôtel Louvet.
À partir de 1582, Roulland de Gourfaleur entreprend des travaux pour sa remise en état. D’importantes reconstructions suivent également les destructions dues au démantèlement de 1637 par Richelieu. La façade sur cour de l’aile nord de la basse-cour est réédifiée. Le premier étage de l’aile nord ouvrait directement sur la cour intérieure par deux portes desservies par une grande galerie à laquelle on accédait par un escalier extérieur.
La restauration du château, entreprise en 1994, cherche à redonner la physionomie de la basse-cour à la fin du XVIe siècle, sous Roulland de Gourfaleur.

## Protection
Au titre des monuments historiques :
- l'ensemble des vestiges formant la basse-cour, y compris les sols, sont inscrits par arrêté du 1er décembre 1989 ;
- les ruines du donjon et l'ensemble des vestiges formant la haute-cour, y compris les sols sont classés par arrêté du 13 septembre 1991.